# ТКБ-523
ТКБ-523 (от тульское конструкторское бюро) — советский пулемёт, разработанный Германом Александровичем Коробовым в ЦКИБ СОО.

## История
В январе-феврале 1957 года состоялись сравнительные полигонные испытания, на которых встретились образцы опытных автоматов конструкции Калашникова АКМ, Коробова ТКБ-517 и Константинова, а также впервые принявшие участие в испытаниях ручные пулеметы этих же конструкторов.
Основная борьба развернулась между АКМ и ТКБ-517. Одной из особенностей автомата Коробова ТКБ-517 явилось использование энергии отскока затворной рамы при ведении огня, обеспечившее нормальную работу автоматики и приемлемую кучность боя.
На полигонных испытаниях малотренированные стрелки, ведя непрерывный огонь из автомата ТКБ-517 из положения лежа с упора, показали результаты в 1,3—1,9 раза лучше, чем из штатного автомата АК. Кроме того, из автомата Коробова можно было вести стрельбу, как с правого, так и с левого плеча, при этом кучность менялась незначительно, поскольку компоновка подвижных деталей автоматики была центральной и поэтому все силы действовали симметрично.
Автомат Калашникова явно проигрывал конкурс. Для улучшения кучности стрельбы в автомат Калашникова был введен заимствованный из автомата Коробова замедлитель срабатывания курка, увеличивший межцикловое время.
В результате в 1959 году на вооружение Советской Армии был принят 7,62-мм модернизированный автомат Калашникова АКМ.

## Конструкция
ТКБ-523 выполнен на основе автоматики с полусвободным затвором. Затворная группа состоит из лёгкого затвора и более тяжелой затворной рамы. На затворе установлен двуплечий рычаг, нижним плечом при закрытом положении затвора упирающийся в ствольную коробку, а верхним — в затворную раму. В момент выстрела пороховые газы начинают давить на дно гильзы, двигая её назад в патроннике, из-за чего она давит на зеркало затвора. Верхнее плечо рычага приводит затворную раму в движение. Из-за разницы плеч непосредственно после выстрела затвор движется медленно, в отличие от затворной рамы. К тому моменту, когда давление в патроннике снижается до безопасного уровня, рычаг-замедлитель выходит из зацепления и дальше затвор с затворной рамой, сжимая возвратную пружину движутся вместе. Стреляная гильза извлекается и выбрасывается, а когда затворная группа идёт обратно, в патронник подается новый патрон. Рукоятка затвора неподвижно закреплена на затворной раме справа.
Цевьё — штампованное из стального листа. В конструкции УСМ имеется автоспуск, который играет роль межциклового замедлителя и позволяет успокаивать колебания оружия. УСМ позволяет вести огонь как одиночными, так и непрерывными очередями. Предохранитель-переводчик расположен над спусковой скобой с правой стороны ствольной коробки. Открытый прицел с качающимся целиком фиксировался по лункам на стенке ствольной коробки, позволяя стрелкам выставлять требуемую дальность на слух (по щелчкам).

## Основные тактико-технические характеристики
- Калибр — 7,62×39 мм;
- Длина — 1020 мм;
- Масса — 3,1 кг;
- Ёмкость магазина — 30/75/100 патронов;
- Темп стрельбы — 600 выстрелов в мин.